# Пандроса
Пандроса, також Пандросос (грец. Πάνδροσος) — афінська богиня роси, одна з трьох дочок Кекропса, першого царя Афін, та Аґлаври, яким Афіна віддала на збереження Еріхтонія. Сестер часто називають кекропідами.
Афіна заборонила заглядати до скриньки, котру дала на збереження Пандросі з сестрами, однак допитливість взяла гору і сестри побачили дитину зі зміїним тулубом. За це Афіна наслала на них божевілля, через яке вони кинулись з акрополя.
За іншими переказами, в скриньці з немовлям був дракон, котрий і задушив сестер.
На афінському акрополі на честь Пандроси був споруджений храм Пандросейон, де знаходилася священна маслина, посаджена Афіною.
Ці події знайшли відображення в середньовічному мистецтві на картинах Якоба Йорданса «Доньки Кекропса знаходять немовля Еріхтонія» та Пітера Рубенса «Виявлення немовляти Еріхтонія».